# MONKEY MAJIK×MONKEY MAGIC
「MONKEY MAJIK×MONKEY MAGIC」（モンキーマジック・モンキーマジック）は、日本のポップ・ロックバンド、MONKEY MAJIKの7thシングル。

## 解説
- 2ヶ月ぶりのニューシングル（「MONKEY MAJIK」名義のシングルは8ヶ月ぶり）。今回は、バンド名の由来となったゴダイゴのヒット曲「MONKEY MAGIC」のカバーシングルとなっている。
- ジャケットは香取慎吾の書き下ろし。
- メインの曲は「Pretty People -Japanese ver.-」であるが、一般的には「Around The World＋Go! 空」の方が知られている。

## 収録曲
1. MONKEY MAGIC
  - 作詞：奈良橋陽子／作曲：タケカワユキヒデ
  - ゴダイゴの同名曲のカバー。
2. Pretty People -Japanese ver.-
  - 作詞：Maynard、Blaise、tax／作曲：Maynard、Blaise
3. Around The World＋Go! 空
  - 作詞・作曲：Maynard、Blaise
  - 本家版とは違い全編英語詞で、途中に孫悟空（香取慎吾）のボイスが入る。
4. ガンダーラ -movie ver.-
  - 作詞：山上路夫、奈良橋陽子／作曲：タケカワユキヒデ
  - この曲もゴダイゴの同名曲のカバー。後に、アルバム「空はまるで」に、このヴァージョンと比べるとややアップテンポのヴァージョンが収録されている。
5. Around The World -DJ Mitsu the Beats remix-
  - 作詞・作曲：Maynard、Blaise

## タイアップ
- ありがとう! お台場10周年 ザ 冒険王2007テーマ曲（M-2）
- ムラサキスポーツCMソング（M-2）
- 東宝配給映画「西遊記」主題歌（M-3）
- 東宝配給映画「西遊記」挿入歌（M-4）

## 外部リング
- エキサイトミュージックによるインタビュー